# Lac Palanski
Le lac Palanski ou lac Palanskoïe est un lac situé dans la raïon de Tiguil à l'ouest de la péninsule du Kamtchatka, dans l'Extrême-Orient russe. Le lac est situé dans les contreforts occidentaux de la chaîne Centrale, à 274 m d'altitude. Il recouvre une superficie d'environ 28 km2 et sa profondeur moyenne est de 14,8 m.

## Formation
Le lac Palanski s'est formé à la suite d'un glissement de terrain et une importante coulée de boue qui sont venus obstruer un cours d'eau et ont créé un barrage naturel. La région est volcanique et sismique et il est probable que le glissement de terrain, qui recouvre une superficie de quelque 80 km2, ait été déclenché par un tremblement de terre il y a environ 10 000 ans.
Le fleuve Palana prend sa source dans le lac. 

## Réserve zoologique
Le lac Palanski et ses environs ont été classés réserve zoologique, sur superficie totale de 88 000 ha.
Plusieurs îles boisées sont situées à l'ouest du lac.